# Argentina en los Juegos Olímpicos de Río de Janeiro 2016
La participación de Argentina en los Juegos Olímpicos de Río de Janeiro de 2016 fue la vigésima primera presentación oficial organizada por el Comité Olímpico Argentino (COA) y las federaciones deportivas nacionales de cada deporte con actuación en los mismos. La delegación estuvo integrada por 213 deportistas, de los cuales 139 fueron hombres (65.58%) y 74 fueron mujeres (34.42%), que participaron en 25 deportes. Se trata de la segunda delegación más numerosa en la historia del deporte olímpico argentino, luego de la delegación de Londres 1948, en donde compitieron 242 deportistas.
El abanderado en la ceremonia de apertura fue el basquetbolista Luis Scola. Para la ceremonia de cierre fue elegida la judoca Paula Pareto, quien se convirtió en la primera deportista argentina mujer en ganar una medalla de oro.
La delegación nacional obtuvo cuatro medallas: tres de oro y una de plata. Obtuvo también 11 diplomas olímpicos. Ganaron medalla 22 deportistas de la delegación (10,79%) y otros 60 obtuvieron diploma olímpico (28,16%). En el medallero general ocupó la posición n.º 26 sobre 206 países participantes, lo que constituye el mejor desempeño del historial olímpico argentino en relación con la cantidad de participantes. 
El judo, la vela y el hockey sobre césped se destacaron tras haber logrado las primeras medallas de oro en la historia de esas disciplinas. El tenis masculino ganó medalla de plata sumando cinco medallas en el historial.
Por cantidad de medallas de oro (3), alcanzó los máximos logros históricos de Argentina en Ámsterdam 1928 (3O/3P/1B), Los Ángeles 1932 (3O/1P/0B) y Londres 1948 (3O/3P/1B), empatando la tercera mejor actuación olímpica.
Por cantidad de diplomas olímpicos (11), el resultado se encuentra tercero en la serie histórica, sólo superado por Londres 1948 (15) y Helsinki 1952 (15).

## Medalla de oro en judo

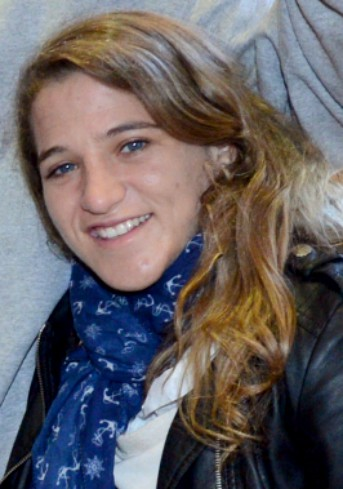
Paula Pareto se convirtió en la primera campeona olímpica mujer que obtuvo la primera medalla de oro para el judo argentino y la n.º 19 en la historia olímpica del país.

El 6 de agosto, primer día de los Juegos, la judoca Paula Pareto de 30 años sumó la primera medalla de la delegación argentina al obtener la medalla de oro en la categoría de menos de 48 kilogramos.
En el primer combate, Pareto venció por ippon a la última campeona juvenil, la rusa Irina Dolgova. En cuartos de final derrotó a la húngara Éva Csernoviczki. En la semifinal le ganó a la japonesa Ami Kondo, campeona mundial en 2014.
La final fue contra la coreana Jeong Bo-Kyeong, tercera en el Campeonato Mundial de 2015, quien tomó la iniciativa desde los segundos iniciales y estuvo a punto de lograr una anotación, evitada por Pareto con un notable movimiento. Poco a poco Pareto equilibró las acciones, neutralizando los ataques de su contrincante. Promediando el combate, Pareto sufrió un corte sangrante debido a dos golpes en la cara, que obligó a suspender momentáneamente la lucha. Recuperada, la judoca argentina logró un wasa-ari, obteniendo la ventaja que finalmente le daría la medalla.
Pareto ya había obtenido una medalla de bronce en los Juegos Olímpicos de Pekín 2008. La medalla de oro lograda por Paula es la primera obtenida por una mujer en la historia olímpica argentina, la primera obtenida por el judo argentino y la n.º 19 en la historia olímpica de este país.

## Medalla de plata en tenis masculino

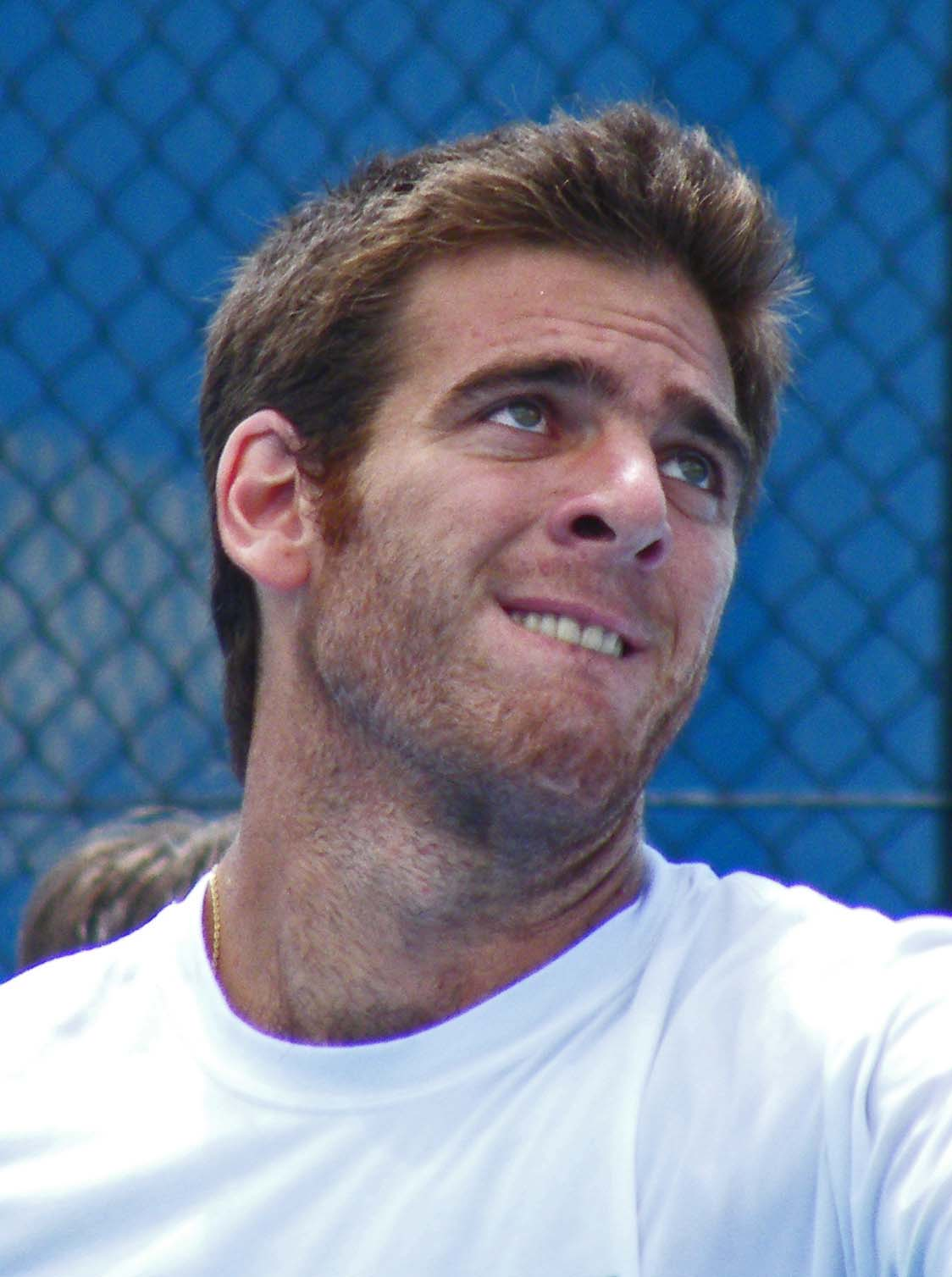
Juan Martín del Potro obtuvo la medalla de plata en la competencia individual. En Londres 2012 había ganado la medalla de bronce en la misma prueba.

El 14 de agosto, Juan Martín del Potro de 27 años obtuvo la medalla de plata en la competencia individual de tenis masculino. Debido a un largo período de lesiones en su mano derecha, Del Potro no reunía los requisitos para clasificar a los juegos por la vía ordinaria, accediendo a los mismos debido a las normas de protección del ranking establecidas para casos como este. Por esa razón debió iniciar la competencia jugando contra el número uno del ranking, Novak Djokovic, amplio favorito para ganar el partido. Sin embargo, Del Potro dio la sorpresa venciendo al jugador serbio en dos sets, ambos en tie-break, con un juego en el que se destacó su potente derecha y su saque.
Quince horas después de haber finalizado el primer encuentro, Del Potro debió enfrentar en la segunda ronda al portugués João Sousa (28.º en el ranking mundial), venciéndolo en tres sets (6-3, 1-6, 6-3), luego de una hora y 58 minutos de partido. En la tercera ronda Del Potro venció a Taro Daniel de Japón, imponiéndose con claridad, luego de perder inesperadamente el primer set (6-7, 6-1, 6-2).
En cuartos de final, el tandilense enfrentó al español Roberto Bautista Agut, 15.º en el ranking mundial, venciéndolo en dos sets (7-5, 7-6), en un encuentro extenuante, luego del cual el jugador argentino se mostró muy emocionado por haber llegado a esa instancia.
En la semifinal se encontró con el español Rafael Nadal, 5.º en el ranking mundial. Fue un partido muy parejo y cambiante, que superó las tres horas. Nadal ganó el primer set 7-5 en 55 minutos, pero Del Potro se recuperó en el segundo ganándolo 6-4 en 44 minutos. El tercer set duró 85 minutos. Del Potro logró el quiebre y llegó a sacar para partido, pero Nadal quebró el saque del argentino y el juego fue a muerte súbita, definiéndose por la mínima diferencia que reconoce el tenis (7-5). El diario español El País describió el encuentro del siguiente modo:

Del Potro acabó llorando estirado en la cancha, se echó después en brazos de una afición que le achuchó. Tendrá la ocasión de bañar en oro, en plata en el peor de los casos, la asombrosa historia de su resurrección en la élite mundial después de más de un año inactivo en el que rumió su definitiva retirada. Volvió y lo hizo fortísimo y en Río acrecentó su alargada figura... Juan Martín Del Potro doblegó a Nadal en un partido apoteósico, para la historia, mayúsculo. El jugador argentino alcanzó la excelencia en su juego y mantuvo la sangre fría imprescindible para resistir el desgaste físico y emocional que le exigió un Rafa Nadal tan conmovedor, si no más, en la derrota que en la victoria.
El País

En la final, Del Potro enfrentó al británico Andy Murray, número dos del mundo y ganador de la medalla de oro en los Juegos Olímpicos de Londres 2012. Murray comenzó quebrando el saque de Del Potro y se llevó el primer set 7-5 en 74 minutos de juego. Del Potro se recuperó en el segundo set, adjudicándoselo por 6-4, en una hora. El tercer set fue dominado por Murray, que lo obtuvo con un marcador de 6-2 en 36 minutos. En el cuarto set Del Potro quebró el saque de Murray, pero el británico lo recuperó y luego de un trámite muy parejo, terminó ganando el set definitivo por 7-5 en 72 minutos, para cerrar un encuentro que duró cuatro horas.
Del Potro ya había obtenido una medalla de bronce en los Juegos Olímpicos de Londres 2012.

## Medalla de oro en vela

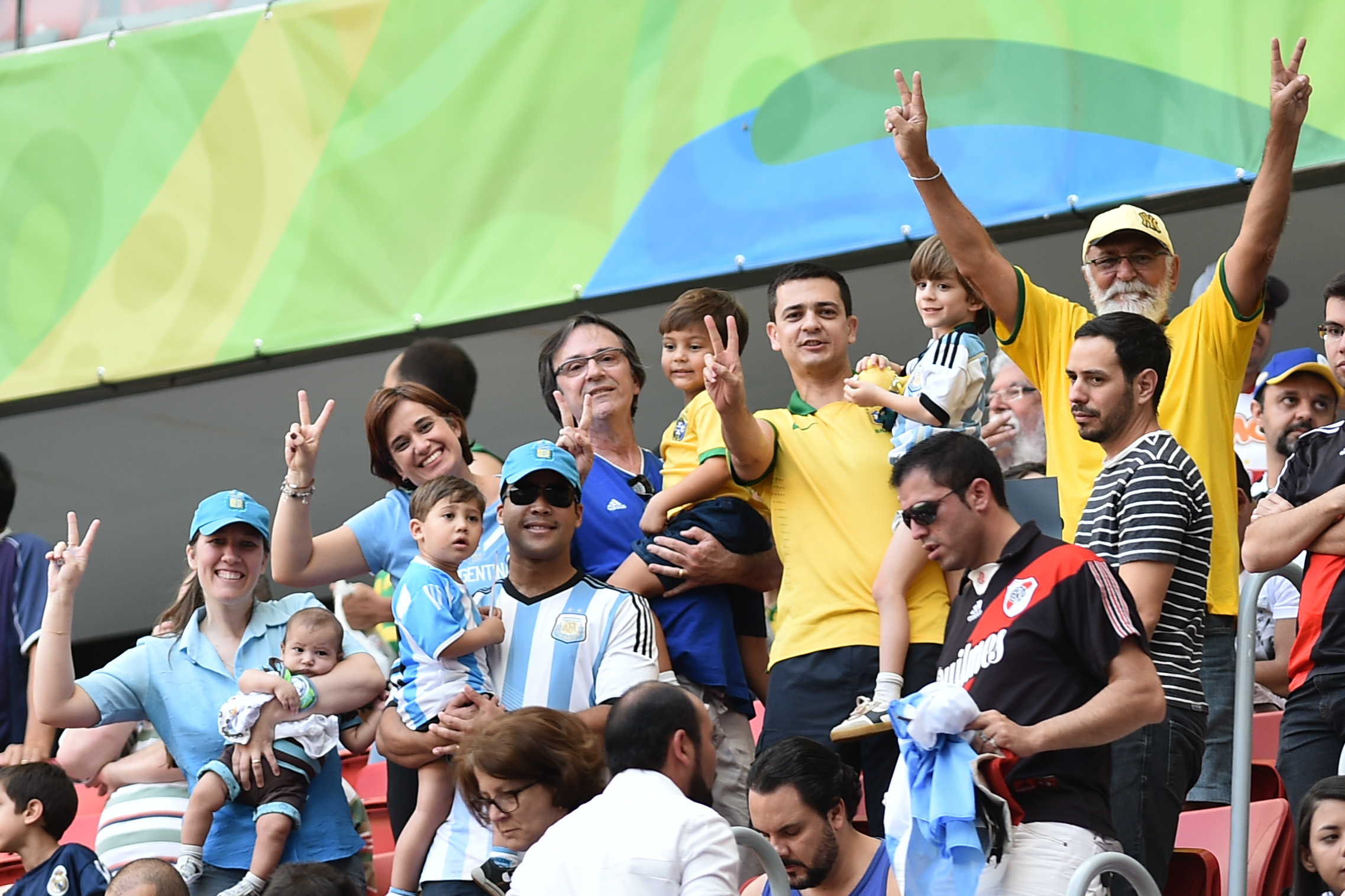
Más de 80.000 argentinos viajaron a Río de Janeiro para presenciar los Juegos Olímpicos, la mayor cantidad de extranjeros detrás de los estadounidenses.

El 16 de agosto Santiago Lange (54 años) y Cecilia Carranza Saroli (29 años) obtuvieron la medalla de oro en vela, tripulando un Nacra 17. En estos juegos se incluyó por primera vez al Nacra 17, un veloz catamarán diseñado en 2011, que se estableció que debía ser una tripulación mixta, algo que en los deportes olímpicos solo sucedía en el tenis y el bádminton.
En la prueba compitieron 20 embarcaciones de igual cantidad de países. Lange-Carranza llegaron como novenos en el ranking mundial de la ISAF, con dos medallas olímpicas de bronce en la clase Tornado, en el caso de Lange y con dos participaciones olímpicas previas, en el caso de la rosarina Carranza. Las duplas favoritas pare el oro eran la francesa (Besson-Riou) y la neozelandesa (Jones-Saunders).
La primera regata se realizó el 10 de agosto y el equipo argentino llegó en la 11.ª posición, recuperándose en la siguiente con un segundo lugar. En la tercera regata volvieron a llegar relegados en la posición n.º 13. Una vez más Lange-Carranza llegaron segundos en la cuarta regata, pero en la quinta nuevamente quedaron postergados, arribando en la 12.ª posición. Para ese entonces la carrera era liderada cómodamente por Australia (12), seguido por Gran Bretaña (14), Suiza (18), Italia (19) y bastante más atrás Nueva Zelanda (25) y Argentina (27) en sexto lugar. Detrás y de cerca, venían Brasil (29) y Austria (30).
A partir de la sexta regata, la dupla argentina comenzó a lograr mejores colocaciones: sextos en la sexta regata, primeros en la séptima regata, otra vez sextos en la octava regata y novenos en la novena regata. Para ese entonces las posiciones de punta cambiaron considerablemente, manteniendo Australia (46) la primera colocación, pero ahora seguidos de cerca por Argentina (49), Nueva Zelanda (51), Gran Bretaña (52) y Austria (53).
En el último día de las generales, la dupla nacional comenzó mal al ser descalificada en la décima regata, a la vez que Australia ganaba la misma y se colocaba en punta con una gran ventaja de 12 puntos sobre Italia y 15 puntos sobre Argentina, seguida a su vez por la mínima distancia por Austria, Nueva Zelanda, Francia y Gran Bretaña. Pero los argentinos realizaron un excelente trabajo en las últimas dos regatas de la etapa general, llegando segundos y primeros respectivamente, mientras que la dupla australiana, que venía adelante, quedó cuarta debido a dos malas regatas finales. De este modo, llegaron a la Medal Race punteando la clasificación general, con ventaja de 5 puntos sobre Italia, de 7 puntos sobre Nueva Zelanda y de 9 puntos sobre Australia.
La Medal Race (con puntuación doble) tuvo características dramáticas y se definiría por la mínima diferencia. La dupla nacional sabía que debía buscar la tercera colocación y observar la posición de los tres barcos con posibilidades de ganar el oro. Nueva Zelanda, Australia, y Austria salieron decididamente a buscar el triunfo en la regata y se colocaron en las primeras posiciones. Pero la nave argentina fue penalizada en la salida y llegó última a la primera boya, cambiando todo el escenario. Sin embargo Lange-Carranza comenzaron una remontada que los ubicó en sexto lugar, nuevamente en la pelea por el premio máximo, dependiendo de quien ganara la regata. Pero al llegar a la última boya, una nueva penalización les hizo perder varios puestos y las medallas parecían perdidas. Sin embargo, los argentinos volvieron a escalar las posiciones perdidas y cuando faltaban escasos metros, retornaron al sexto puesto que les dio la medalla de oro por un solo punto, sobre Australia y Austria, que acumularon a su vez puntos decisivos en contra debido a la llegada en primer lugar de Nueva Zelanda y al orden de llegada entre esas dos naves. La propia Carranza diría después que al llegar no se dio cuenta de que habían ganado.
| VelaClase Nacra 17 MixtoPosición/puntaje* en cada regata | VelaClase Nacra 17 MixtoPosición/puntaje* en cada regata | VelaClase Nacra 17 MixtoPosición/puntaje* en cada regata | VelaClase Nacra 17 MixtoPosición/puntaje* en cada regata | VelaClase Nacra 17 MixtoPosición/puntaje* en cada regata | VelaClase Nacra 17 MixtoPosición/puntaje* en cada regata | VelaClase Nacra 17 MixtoPosición/puntaje* en cada regata | VelaClase Nacra 17 MixtoPosición/puntaje* en cada regata | VelaClase Nacra 17 MixtoPosición/puntaje* en cada regata | VelaClase Nacra 17 MixtoPosición/puntaje* en cada regata | VelaClase Nacra 17 MixtoPosición/puntaje* en cada regata | VelaClase Nacra 17 MixtoPosición/puntaje* en cada regata | VelaClase Nacra 17 MixtoPosición/puntaje* en cada regata | VelaClase Nacra 17 MixtoPosición/puntaje* en cada regata | VelaClase Nacra 17 MixtoPosición/puntaje* en cada regata | VelaClase Nacra 17 MixtoPosición/puntaje* en cada regata |
| --- | -------------------------------------------------------- | -------------------------------------------------------- | -------------------------------------------------------- | -------------------------------------------------------- | -------------------------------------------------------- | -------------------------------------------------------- | -------------------------------------------------------- | -------------------------------------------------------- | -------------------------------------------------------- | -------------------------------------------------------- | -------------------------------------------------------- | -------------------------------------------------------- | -------------------------------------------------------- | -------------------------------------------------------- | -------------------------------------------------------- |
| | Países                                                   | 1                                                        | 2                                                        | 3                                                        | 4                                                        | 5                                                        | 6                                                        | 7                                                        | 8                                                        | 9                                                        | 10                                                       | 11                                                       | 12                                                       | MR                                                       | FINAL                                                    |
| Medalla de oro | Argentina                                                | 11                                                       | 2                                                        | 13                                                       | 2                                                        | 12                                                       | 6                                                        | 1                                                        | 6                                                        | 9                                                        | 21                                                       | 2                                                        | 1                                                        | 12                                                       | 77                                                       |
| Medalla de plata | Australia                                                | 6                                                        | 7                                                        | 4                                                        | 1                                                        | 1                                                        | 5                                                        | 15                                                       | 11                                                       | 11                                                       | 1                                                        | 12                                                       | 17                                                       | 4                                                        | 78                                                       |
| Medalla de bronce | Austria                                                  | 12                                                       | 3                                                        | 12                                                       | 6                                                        | 9                                                        | 8                                                        | 8                                                        | 3                                                        | 4                                                        | 10                                                       | 4                                                        | 5                                                        | 6                                                        | 78                                                       |
| 4 | Nueva Zelanda                                            | 9                                                        | 13                                                       | 7                                                        | 5                                                        | 4                                                        | 2                                                        | 4                                                        | 8                                                        | 12                                                       | 13                                                       | 13                                                       | 2                                                        | 2                                                        | 81                                                       |
| 5 | Italia                                                   | 10                                                       | 12                                                       | 3                                                        | 3                                                        | 3                                                        | 7                                                        | 6                                                        | 13                                                       | 13                                                       | 2                                                        | 7                                                        | 4                                                        | 11                                                       | 84                                                       |
| 6 | Francia                                                  | 7                                                        | 17                                                       | 15                                                       | 8                                                        | 13                                                       | 15                                                       | 2                                                        | 1                                                        | 1                                                        | 3                                                        | 11                                                       | 7                                                        | 10                                                       | 93                                                       |
| 7 | Suiza                                                    | 1                                                        | 6                                                        | 6                                                        | 19                                                       | 11                                                       | 18                                                       | 10                                                       | 7                                                        | 5                                                        | 5                                                        | 1                                                        | 10                                                       | 20                                                       | 100                                                      |
| 8 | Estados Unidos                                           | 13                                                       | 9                                                        | 21                                                       | 12                                                       | 21                                                       | 4                                                        | 9                                                        | 2                                                        | 8                                                        | 8                                                        | 9                                                        | 3                                                        | 8                                                        | 106                                                      |
| 9 | Reino Unido                                              | 3                                                        | 4                                                        | 2                                                        | 7                                                        | 5                                                        | 3                                                        | 13                                                       | 12                                                       | 16                                                       | 15                                                       | 15                                                       | 12                                                       | 18                                                       | 109                                                      |
| 10 | Brasil                                                   | 17                                                       | 1                                                        | 17                                                       | 9                                                        | 2                                                        | 16                                                       | 12                                                       | 4                                                        | 19                                                       | 7                                                        | 8                                                        | 8                                                        | 16                                                       | 117                                                      |
| Fuente: «Nacra 17 mixto - Clasificación». Página oficial de Río2916. 16 de agosto de 2016. Archivado desde el original el 6 de agosto de 2016. Consultado el 16 de agosto de 2016. *En cada regata el puntaje es igual a la posición, excepto la Medal Race (MR), en la que el puntaje es el doble. Se descarta la peor regata, salvo la MR. |                                                          |                                                          |                                                          |                                                          |                                                          |                                                          |                                                          |                                                          |                                                          |                                                          |                                                          |                                                          |                                                          |                                                          |                                                          |

## Medalla de oro en hockey sobre césped

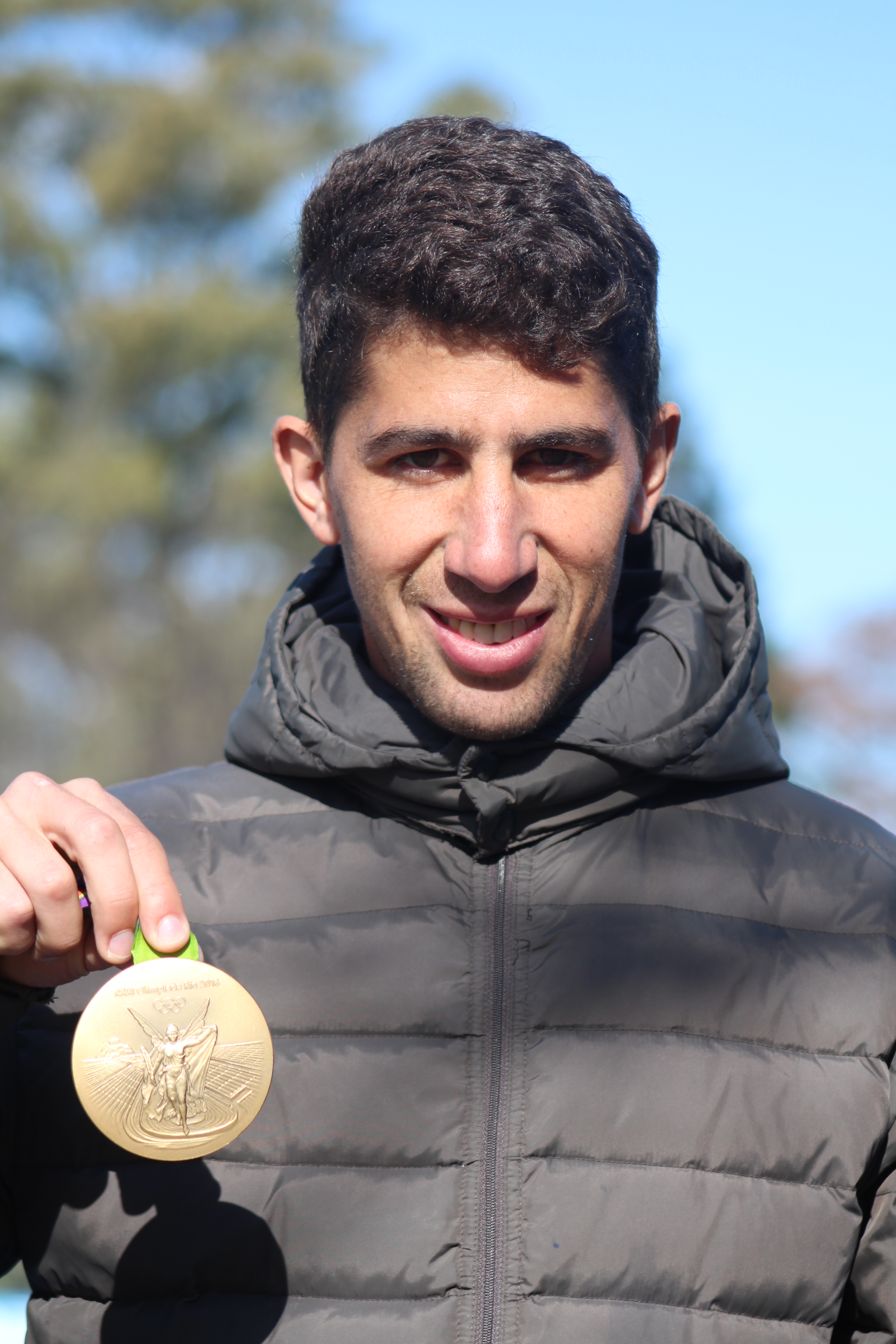
Ignacio Ortiz muestra la medalla de oro ganada por Los Leones.

El 18 de agosto la Selección masculina de hockey sobre césped ganó la medalla de oro al vencer 4-2 en la final a Bélgica. Los 16 jugadores que originalmente integraron el equipo fueron Manuel Brunet, Facundo Callioni, Juan Ignacio Gilardi, Pedro Ibarra, Juan Martín López, Agustín Mazzilli, Joaquín Menini, Ignacio Ortiz, Matías Paredes, Gonzalo Peillat, Lucas Rey, Matías Rey, Lucas Rossi, Juan Manuel Saladino, Lucas Vila y Juan Manuel Vivaldi. Durante el torneo, Paredes y Rey se lesionaron, siendo reemplazados por Luca Masso e Isidoro Ibarra. El director técnico fue Carlos Retegui.
En la fase preliminar, Argentina terminó tercera en el Grupo B, luego de empatar 3-3 con Holanda, ganarle 3-1 a Canadá, perder 1-2 con India, empatar 4-4 con Alemania -uno de los favoritos- e Irlanda 3-2.
En cuartos de final, Argentina debió enfrentar a España, un equipo con tres medallas de plata y una de bronce en su historial. Argentina había marcado un gol convertido por Gonzalo Peillat en el primer cuarto, pero España marcó el empate cuando faltaban cuatro minutos. Cuando parecía que la eliminatoria se definiría por penales, Juan Gilardi marcó el gol de la victoria: 2-1.
En la semifinal, Argentina enfrentó nuevamente a Alemania, ganador de la medalla de oro en los dos Juegos Olímpicos anteriores. Contra todos los análisis previos, Argentina apabulló a Alemania y se puso 5-0 con goles de Gonzalo Peillat en tres ocasiones, Joaquín Menini y Lucas Vila. Alemania intentó una respuesta desesperada, pero solo logró descontar en dos ocasiones: 5-2.
En la final, Argentina debió enfrentar a Bélgica, que había brillado en el Grupo A. Argentina, al igual que Bélgica, nunca había disputado una final olímpica ni de un campeonato mundial, sin embargo en el equipo revistaron siete jugadores que once años antes habían logrado para Argentina por primera vez el campeonato mundial juvenil. Apenas 2' de iniciado el partido Bélgica se puso en ventaja. Sin embargo, antes de terminar el primer cuarto Argentina había dado vuelta el partido con dos goles de Pedro Ibarra e Ignacio Ortiz. En el segundo cuarto, un nuevo gol de Gonzalo Peillat -goleador del torneo- puso a la Argentina arriba por dos, lo que la llevó a retrasar un poco sus filas. Bélgica tuvo varios córneres cortos y logró descontar cuando terminaba el tercer cuarto. En el último período, Bélgica volvió a desaprovechar córneres cortos y en los minutos finales sacó a su arquero, para tener superioridad en el ataque. Argentina, sin embargo, controló la pelota y, cuando faltaban 16 segundos, Agustín Mazzilli le quitó la pelota al último defensor belga, para entrar literalmente al arco y anotar el cuarto gol que definió el triunfo argentino: 4-2 y medalla de oro.
| Hockey sobre césped masculino     | Hockey sobre césped masculino | Hockey sobre césped masculino |
|                                   | País                          |                               |
| --------------------------------- | ----------------------------- | ----------------------------- |
| 1                                 | Argentina                     |                               |
| 2                                 | Bélgica                       |                               |
| 3                                 | Alemania                      |                               |
| Fuente: Informe oficial Río 2016. |                               |                               |

## Deportistas clasificados

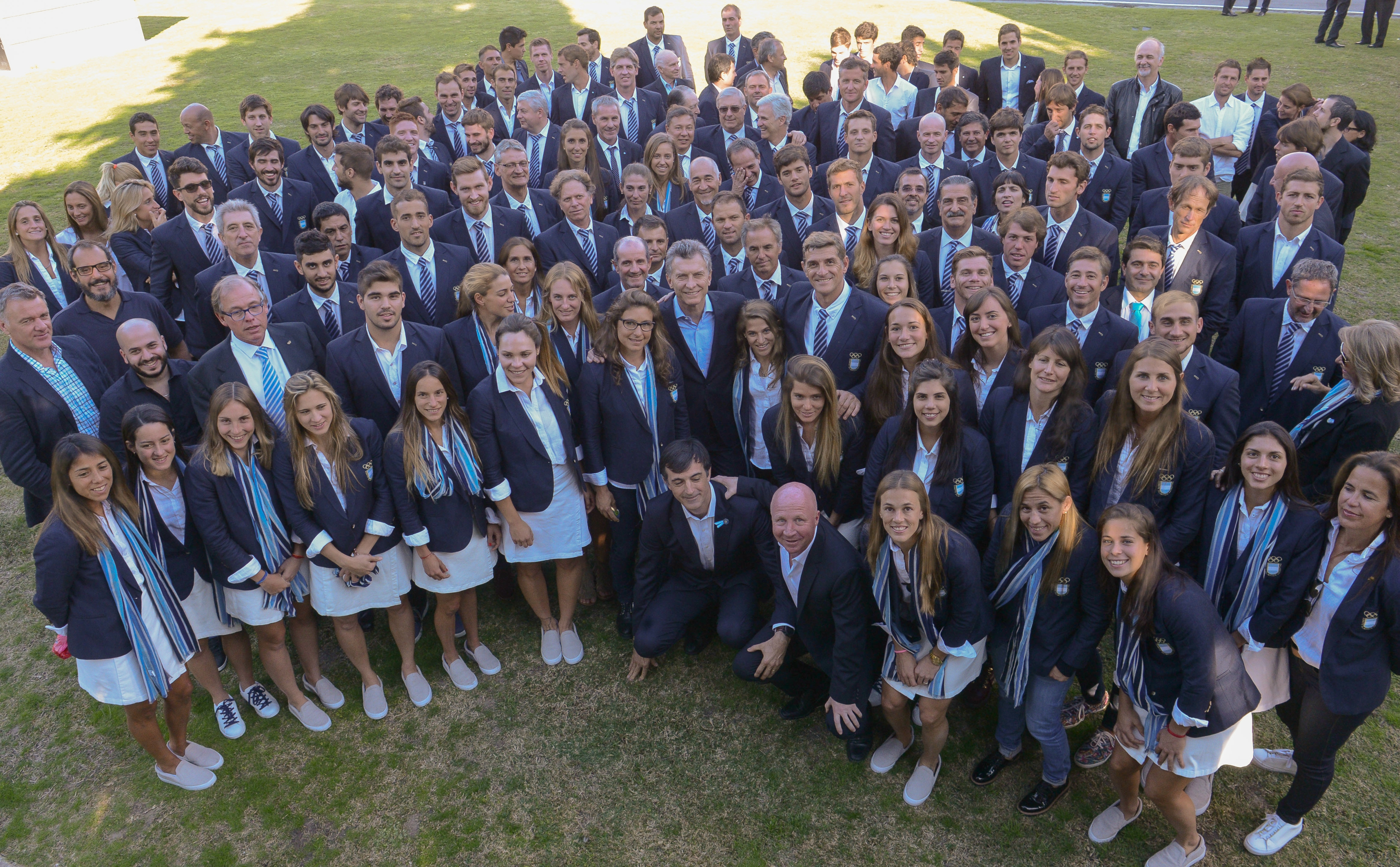
El presidente de la Nación Mauricio Macri recibió a parte de la delegación argentina en la residencia presidencial de Olivos tras los Juegos.

### Fútbol

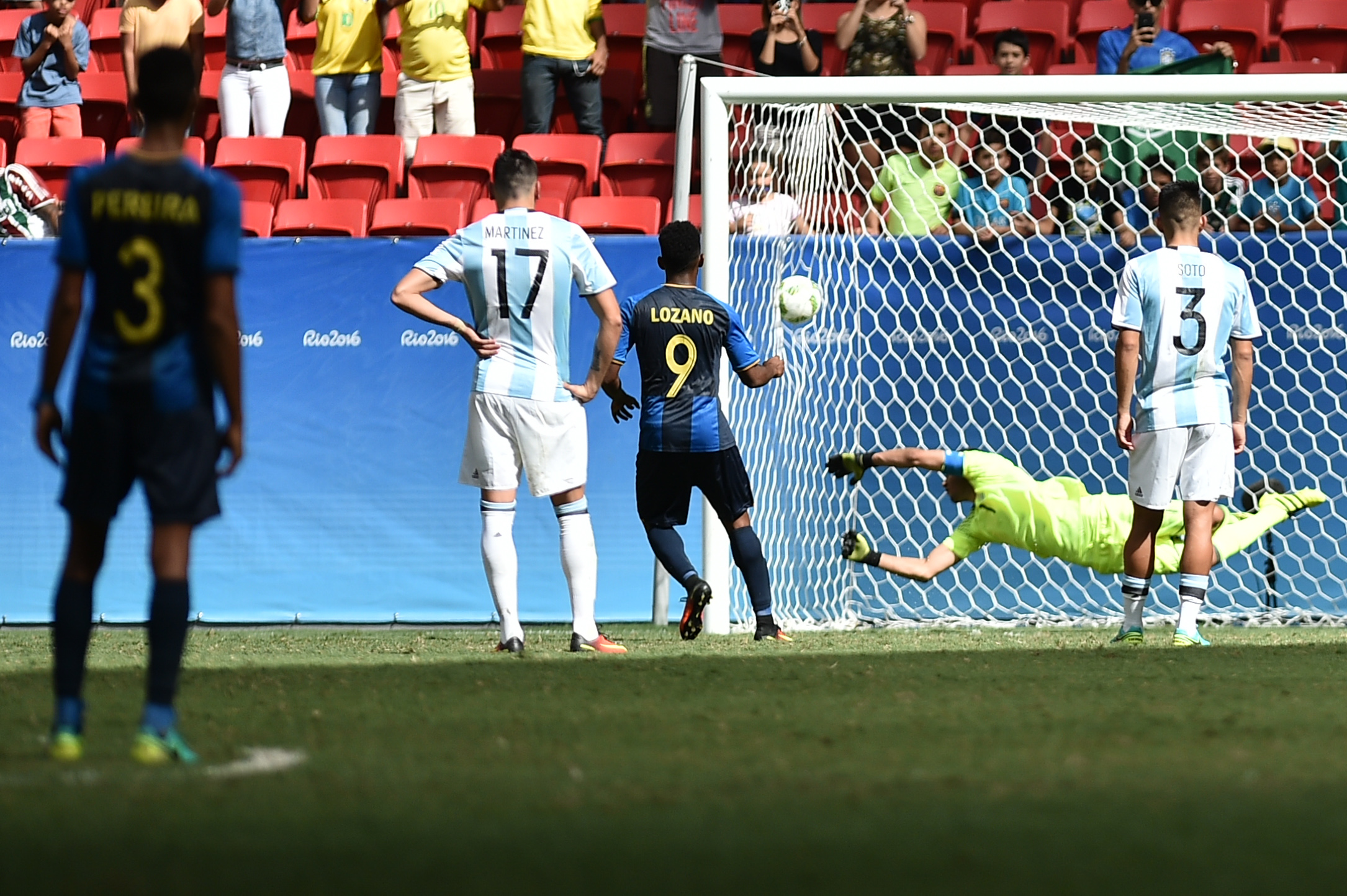
Lozano ejecutando el penal que dejó afuera al seleccionado argentino en la fase de grupos tras una falta cometida por Lautaro Giannetti.